# Pasquale Mormino

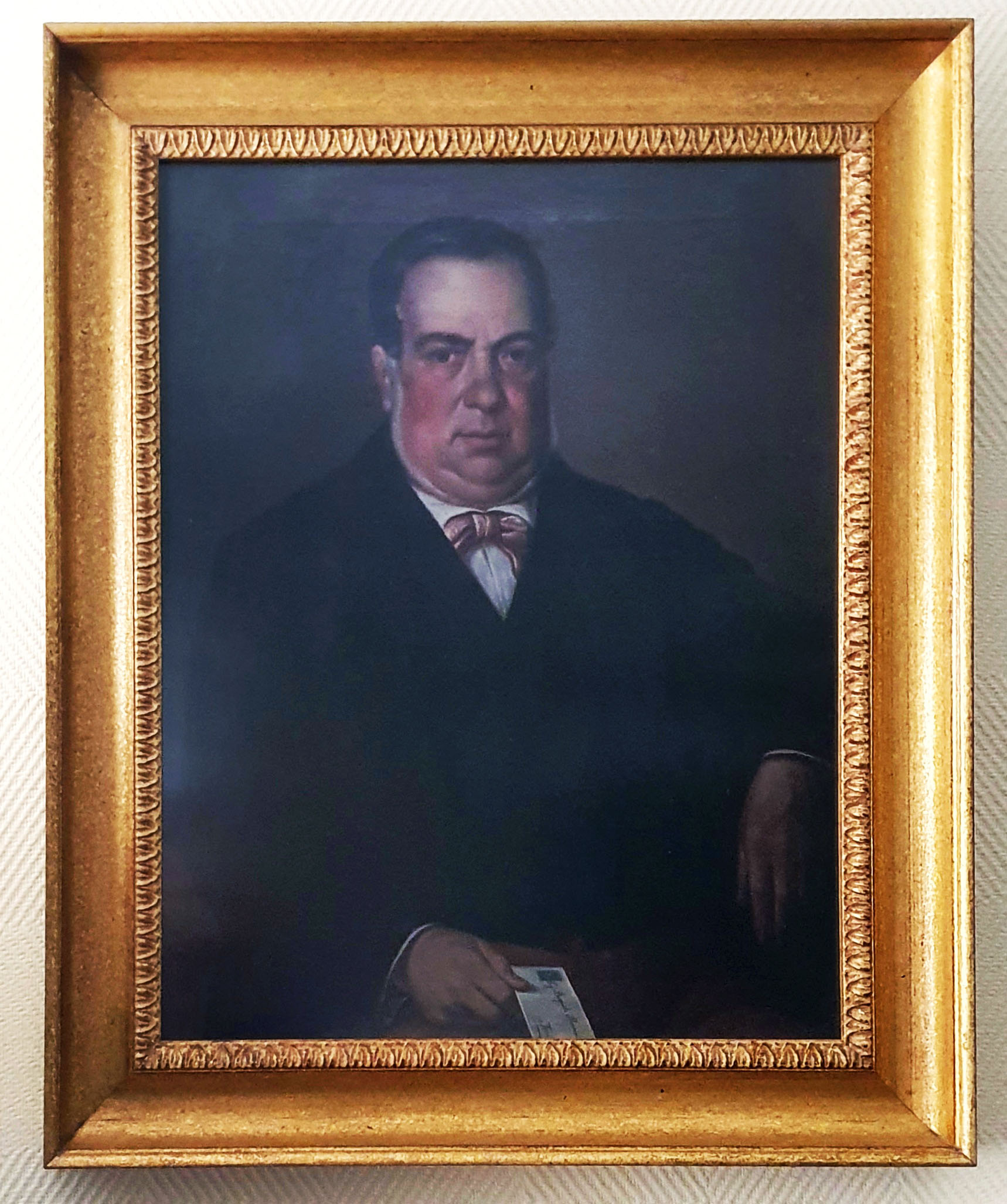
Pasquale Mormino Navarra

Pasquale Mormino (Termini Imerese, 1804 – Termini Imerese, 1875) è stato un imprenditore italiano attivo a Termini Imerese.

## Biografia
Pasquale Mormino Navarra, figlio di Diego Mormino (1750-1827), nasce a Termini Imerese nel 1804 e fonda una delle prime industrie attive nel circondario di Termini Imerese e di Palermo, a cui assocerà ben presto il figlio Diego (1837-1909), che ne prende le redini in seguito.
La sua attività è sostanzialmente contemporanea a quella dei Florio ed inizialmente persino più florida, basandosi sui principali prodotti da esportazione di quel periodo.
In particolare la sua Fabbrica "Pasquale Mormino e Figlio" si occupava della conservazione con salatura del pesce in scatola, della lavorazione della frutta secca e della molitura del sommacco, quest'ultima all'epoca attività molto diffusa perché fondamentale per la concia delle pelli.
Un'altra importante industria dell'epoca era la produzione di liquirizia, i cui ricavi, secondo Orazio Cancila, superavano di gran lunga quelli del sale marino. I fratelli Pasquale e Francesco Mormino Navarra erano proprietari di una fabbrica sita a Termini che impiegava, secondo i registri degli anni 1854-55, 13 operai, 15 operaie e 2 ragazzi.
Proprio Francesco Mormino con il figlio Giuseppe, proseguendo l'attività imprenditoriale di famiglia, saranno soci nel 1869 de "La Trinacria", importante e moderna società armatoriale fondata da Pietro Tagliavia.
Diego Mormino, proseguì sulle orme paterne e, con il figlio Pasquale (1868-1920), nipote del precedente, entrò a far parte nel 1899 della "Società per l'esportazione dei sommacchi I. & V. Florio", formata come società per azioni, conferendo la consistente somma di 29000 lire a testa. Sostanzialmente l'impresa, come le altre azioniste, si impegnava a produrre sommacco nella propria fabbrica rinunciando al marchio e conferendo la produzione alla nuova società guidata dai Florio.
Nel secondo Ottocento i successi commerciali consentirono l'ampliamento della fabbrica con l'erezione nel 1897 di uno stabilimento a vapore per la raffinazione della zolfo, talmente importante da impiegare nel 1913 ben 70 operai.
Lo stretto legame di Diego Mormino con i Florio e il riconoscimento del suo ruolo sociale nel novero della classe imprenditoriale locale sono evidenti per la presenza del suo nome nel Comitato d'Onore della Targa Florio del 1907. 
Il citato nipote Pasquale si impegnò nella fondazione di un cantiere navale intorno al 1919-20, sempre a Termini Imerese, che vide, dopo la sua morte a seguito di un tentativo di rapimento, il varo della prima nave nel 1921, la "Nuova Emma", dal nome della madre e della figlia, quest'ultima poi sposatasi con il proprietario terriero Silvio Avellone, pronipote del più noto Leonardo Avellone.